# Psychotria granulata
Psychotria granulata är en måreväxtart som beskrevs av Ignatz Urban och Erik Leonard Ekman. Psychotria granulata ingår i släktet Psychotria och familjen måreväxter. Inga underarter finns listade i Catalogue of Life.